# Uściany Stare

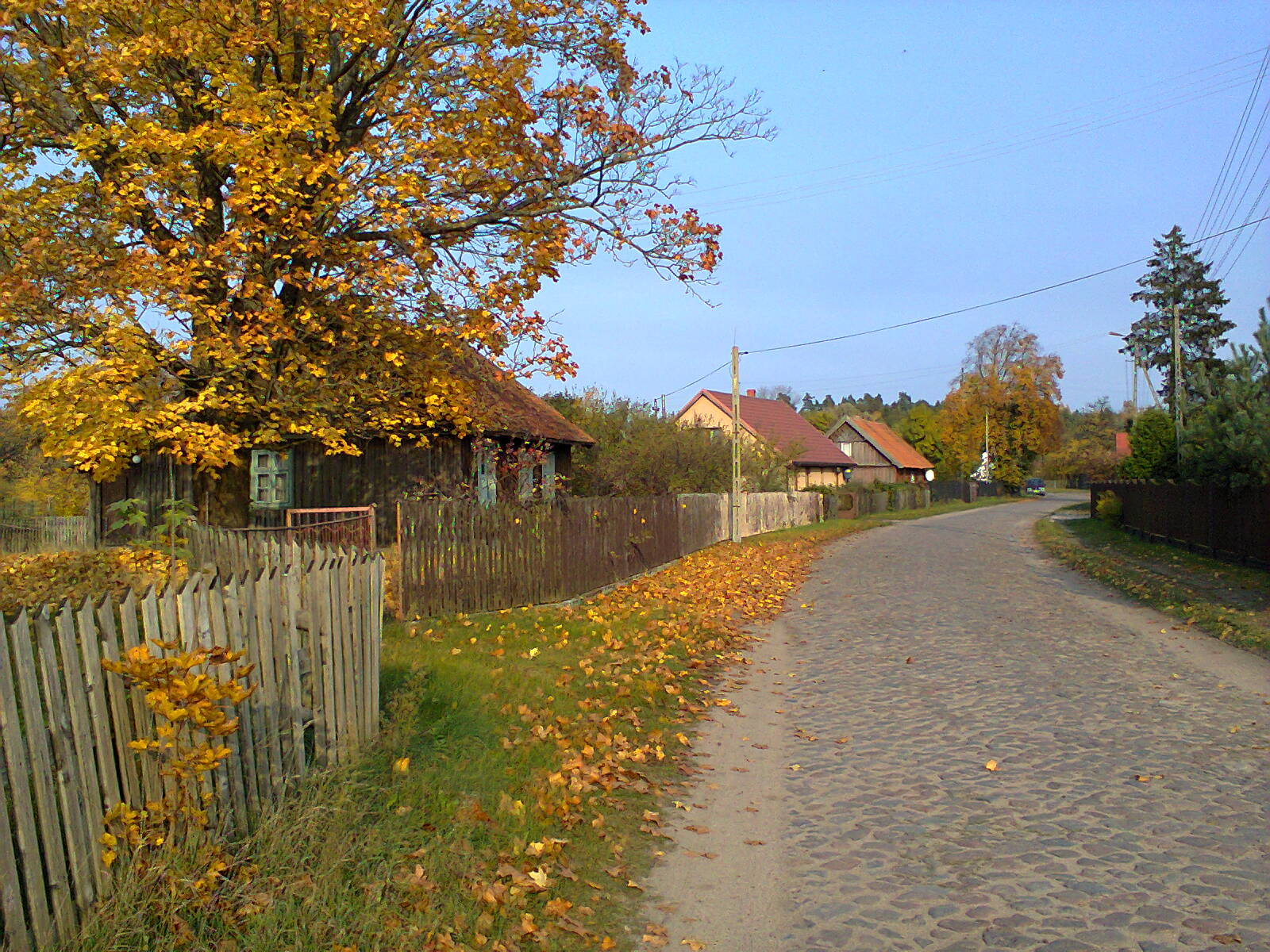
Uściany Stare

Uściany Stare (deutsch Alt Uszanny, 1905 bis 1945 Grünheide, 1946 bis 2014 Stare Uściany) ist ein Dorf in der polnischen Woiwodschaft Ermland-Masuren und gehört zur Gmina Pisz (Stadt- und Landgemeinde Johannisburg) im Powiat Piski (Kreis Johannisburg).

## Geographische Lage
Uściany Stare liegt im östlichen Süden der Woiwodschaft Ermland-Masuren, 13 Kilometer südwestlich der Kreisstadt Pisz (deutsch Johannisburg).

## Geschichte
Das bis 1905 Alt Uszanny genannte Dorf wurde 1758 als Erbpachtdorf gegründet. Zum Dorfbezirk gehörte eine Försterei, die etwa einen Kilometer nordöstlich des Ortes lag. 
Die Landgemeinde Alt Uszanny war von 1874 bis 1945 in den Amtsbezirk Kullik (polnisch Kulik) eingegliedert. Am 21. April 1905 wurde Alt Uszanny in „Grünheide“ (mit dem gleichnamigen Forsthaus) umbenannt.
180 Einwohner waren 1910 in Alt Uszanny registriert. Ihre Zahl stieg bis 1933 auf 187 und belief sich 1939 auf noch 179.
Im Jahre 1945 kam das Dorf in Kriegsfolge mit dem gesamten südlichen Ostpreußen zu Polen und erhielt die polnische Namensform „Stare Uściany“. Ab dem 1. Januar 2015 trägt der Ort den geänderten Namen „Uściany Stare“. Das Dorf ist heute Sitz eines Schulzenamtes (polnisch Sołectwo) und somit eine Ortschaft im Verbund der Stadt- und Landgemeinde Pisz (Johannisburg) im Powiat Piski (Kreis Johannisburg), bis 1998 der Woiwodschaft Suwałki, seither der Woiwodschaft Ermland-Masuren zugehörig. Im Jahre 2011 zählte der Ort 156 Einwohner.

## Kirche
Alt Uszanny resp. Grünheide war bis 1945 in die evangelische Kirche Turoscheln in der Kirchenprovinz Ostpreußen der Kirche der Altpreußischen Union sowie in die römisch-katholische Kirche Johannisburg im Bistum Ermland eingepfarrt.
Heute gehört Uściany Stare katholischerseits in die Pfarrei Turośl im Bistum Ełk der Römisch-katholischen Kirche in Polen. Die evangelischen Einwohner halten sich zur Kirchengemeinde in der Kreisstadt Pisz, die der Diözese Masuren der Evangelisch-Augsburgischen Kirche in Polen zugeordnet ist.

## Schule
Alt Uszanny war ab 1854 Schulort.

## Verkehr
Uściany Stare ist auf Nebenstraßen von Wielki Las (Wielgilasz, 1905 bis 1945 Tannenheim), Anuszewo (Annussewen, 1938 bis 1945 Brennerheim) sowie Zdunowo (Sdunowen, 1938 bis 1945 Sadunen) bzw. Zimna (Zymna, 1932 bis 1945 Kaltenfließ) zu erreichen. Eine Bahnanbindung besteht nicht.